# Белдерт
Белдерт (нід. Beldert) — селище в нідерландській провінції Зеландія. Входить до муніципалітету Схаувен-Дьойвеланд.